# Anthomyia cuneicerca
Anthomyia cuneicerca este o specie de muște din genul Anthomyia, familia Anthomyiidae, descrisă de Griffiths în anul 2001.
Este endemică în Washington. Conform Catalogue of Life specia Anthomyia cuneicerca nu are subspecii cunoscute.